# Szemiramisz függőkertje

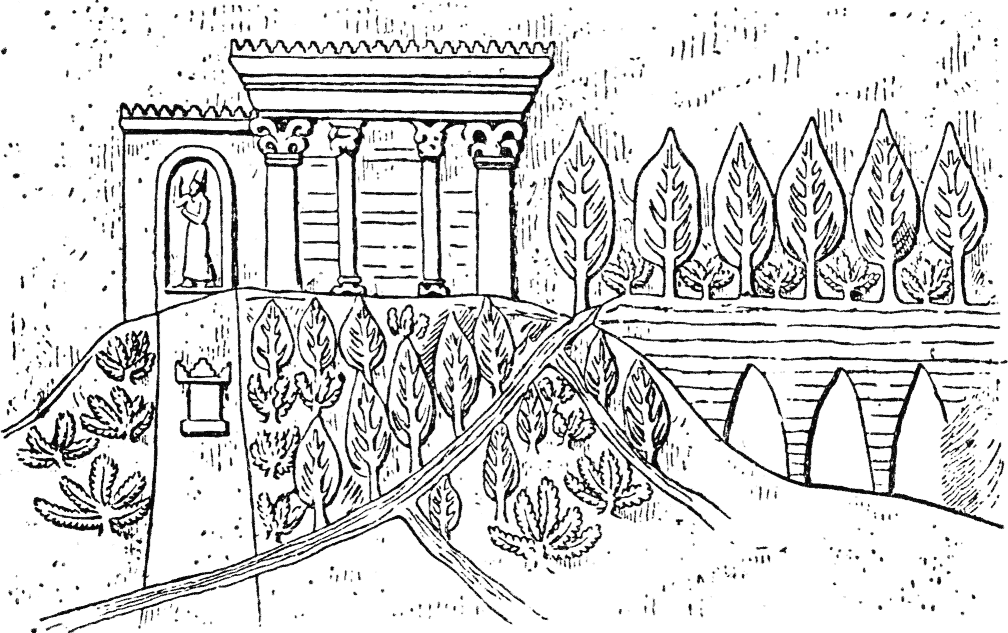
A babilóniai függőkert rajza

Szemiramisz (görög Σεμίραμις) függőkertje (ismeretes még a babilóniai függőkert elnevezés is) és Babilon falai Babilóniában (ma Irak területén található) az ókori világ hét csodája közé tartozik. Feltételezhetően ezek az építmények II. Nabú-kudurri-uszur kérésére épültek, i. e. 600-tól kezdve. A kerteket az ő parancsára alakították ki. A király a feleségét akarta megörvendeztetni a kerttel, aki folyton-folyvást szülőföldje zöld vidékei után sóvárgott. Ezen elképzelés szerint a függőkerteknek semmi közük nincs a Szemiramisz néven említett asszír királynéhoz, aki két évszázaddal korábban, és egy másik országban (Asszíria) uralkodott régensként egy rövid ideig.

## A babiloni függőkert
A függőkertet számos görög történetíró leírta, mint például Sztrabón vagy Diodórosz, de nagyon kevés bizonyíték van arról, hogy valóban létezett-e. Néhány (körülményes) bizonyíték szerint a babiloni palota megnövekedett, de ez nem teljesen megfelelő bizonyíték, hogy miért néztek ki ilyen különösen ezek a függőkertek. Néhány ember szerint ezen a 
helyen az eredeti építmény összekeveredett a kertekkel, amik Ninivében is léteztek; a feljegyzett táblázatokon is tiszta kerteket találtak a kutatók. A tábla leír egy lehetséges gépezetet is, mely hasonlít az arkhimédészi csavarra, amivel nagy magasságokba is fel tudták szállítani a vizet.
Összevetve a feljegyzéseket, a kert azért épült, hogy felvidítsa II. Nabú-kudurri-uszur (a bibliai Nabukodonozor) honvággyal telt feleségét, Amüthiszt. Amüthisz, a médek királyának leánya, összeházasodott Nabú-kudurri-uszurral, hogy szövetséget kössön a két nemzet. Ahonnan ő jött, ott a földön zöld fűrengeteg és sok hegy található, ellenben Mezopotámiával (Ázsia délnyugati részén fekvő ország), ami nagy, sivatagos terület. A király eldöntötte, hogy épít egy olyan építményt, ami úgy néz ki, mint a médek néhány épülete; egy mesterséges hegy, ami tetején egy függőkert helyezkedik el.
A függőkertnek feltehetően nem volt igazi „esése”, hanem ezt a felfüggesztést kábelekkel és kötéllel oldották meg.
A neve egy pontatlan görög fordításból, a kremasztosz hibás meghatározása miatt kapta mai nevét, de az is lehet, hogy a latin pensilis szó okozta ezt, mert a latin szó nem teljesen függést, hanem inkább túlnyúlást jelent, ami a terasz vagy balkon egy részére jellemző is.

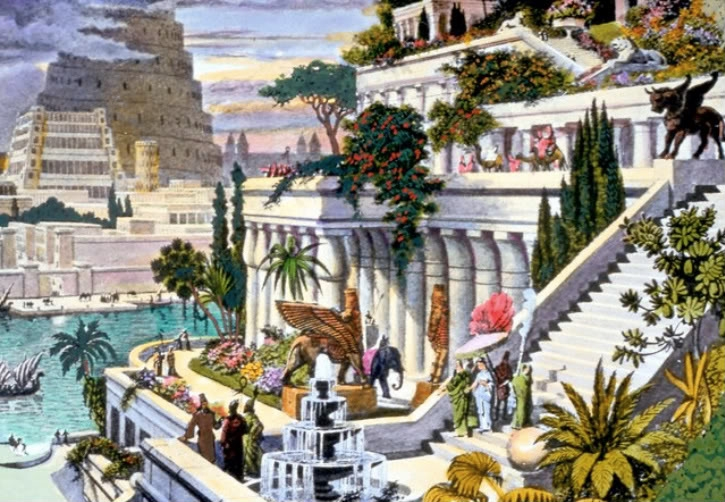
A függőkert egy másik ábrázoláson

A görög geográfus, Sztrabón, aki leírta a függőkertet a Kr. e. 1. században, ezt írta: „Boltozatos teraszokból áll egymás felé emelkedve, és a pillérek kocka-alakban pihennek. Ezeket a lyukakat feltöltötték földdel, így a fák képesek voltak a lehető legmagasabbra megnőni. A pillérek, boltozatok és a teraszok égetett téglából és aszfaltból készültek.”
Ha a kert egyáltalán létezett, gyönyörű látvány lehetett: egy zöld, leveles-lombos, mesterséges hegy az alföld közepén.

## A valóságalap
Egy másik elképzelés szerint a függőkertek az Eufrátesz partján épült teraszokon álltak, és a folyóból szivattyúk segítségével látták el vízzel. A kertekben a következő növények voltak megtalálhatók: rózsa, gránátalma, füge, mandula, dió, vízililiom. Babilon ásatója, Robert Koldewey a 19. század végén e teraszok alapjait vélte felfedezni. (Ebben megerősítette a Biblia is, mely két helyen említ terméskő alapozást, ebből az egyik ez volt). Más kutatások azonban a ninivei északi palotából előkerült, Szín-ahhé-eríba (i. e. 704 – 681) asszír király ninivei palotájának környékét ábrázoló domborműveken vélnek felfedezni egy „függőkert”-rendszert.
Maga a görög elnevezés is Asszíriára utal. A Szemiramisz nevet a görög források hagyományozták ránk, és vélhetően Sammuramat asszír királyné, anyakirályné és régens nevének görögösítése. Érdekes módon Szemiramisz neve felmerül nagyszabású csatornaépítések kapcsán, azonban nem Asszíriában, hanem Urartuban. A Tuspa várának ellátását célzó csatornát Ispuini alatt kezdték meg, majd Menua idején fejezték be. A mai Van városát máig ellátó vízvezetéket Szemiramisz-csatorna néven ismerjük, és valóban Sammuramat idején készült. A csatorna és a királyné kapcsolata homályos, mindenesetre azt erősíti meg, hogy a vízvezetékekkel kapcsolatos legendának itt is valóságalapja van.
Az Oxfordi Egyetem Keletkutató Intézetének munkatársa, Stephanie Dalley szerint az építmény Szín-ahhé-eríba asszír királyhoz köthető (i. e. 704–681). „További ékírásos források, valamint a régészek által Ninive, az Újasszír Birodalom akkori központja körül feltárt vízvezeték-rendszer maradványai is alátámasztják a hipotézist, továbbá Szín-ahhé-eríba újraértelmezett felirata, amelyen a vizet nagy magasságba felemelni képes, bronzból készített csavarszerkezetről esik szó – jó négy évszázaddal az arkhimédészi csavar néven ismert szivattyú előtt!”